# والوفان
والوفان (انگلیسی: Valofane) یک داروی آرام‌بخش است که از نظر ساختاری با باربیتورات ها و داروهای مشابه مانند پریمیدون مرتبط است. این دارو در بدن متابولیزه می‌شود و باربیتورات پروکسی‌باربیتال را تشکیل می‌دهد و بنابراین یک پیش دارو است.